# Nagykörű
Nagykörű is een plaats (község) en gemeente in het Hongaarse comitaat Jász-Nagykun-Szolnok. Nagykörű telt 1725 inwoners (2001).